# Marian Dederko

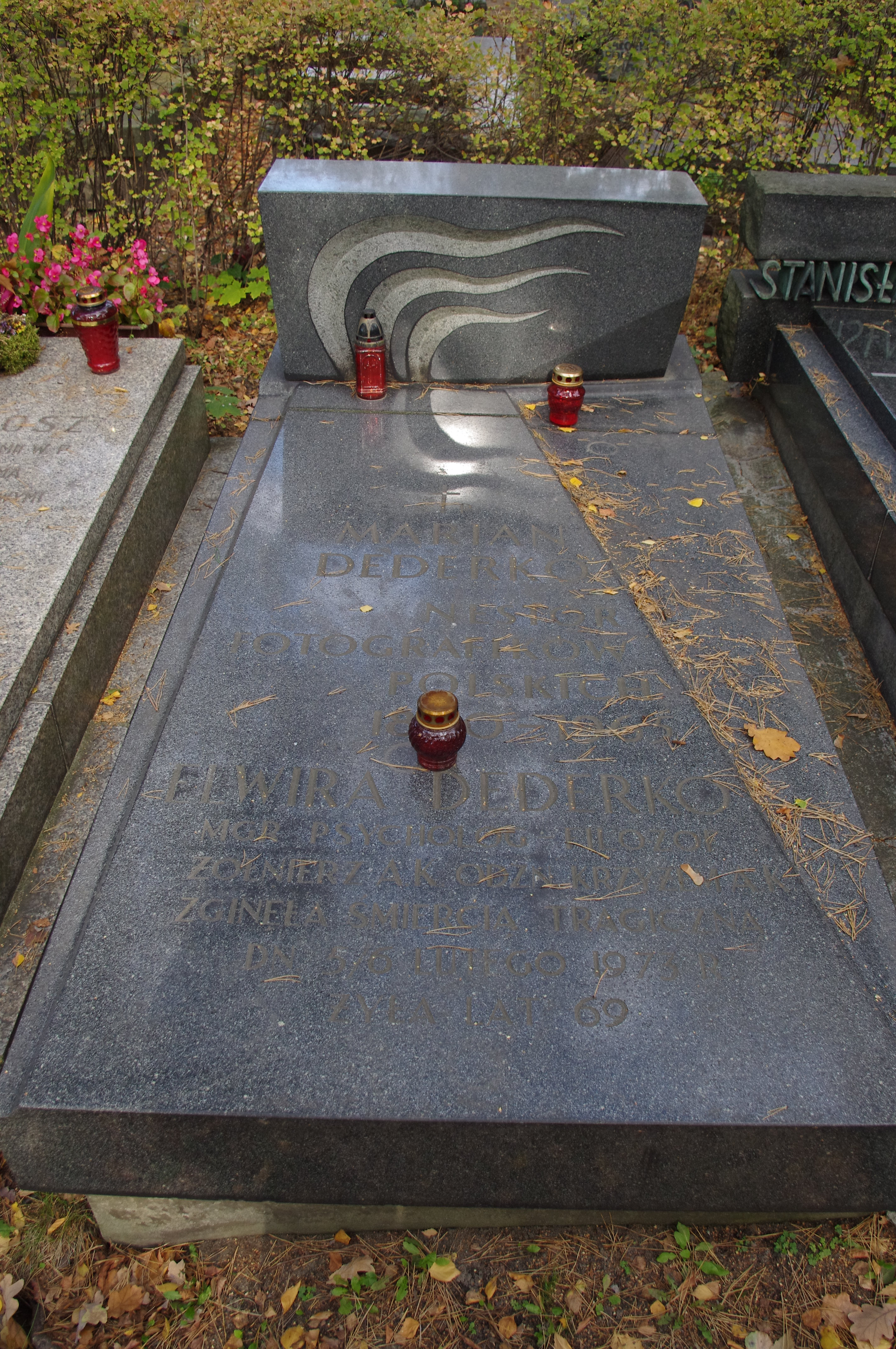
Ngôi mộ nhiếp ảnh gia Marian Dederko tại Nghĩa trang Quân đội Powązki ở Warszawa

Marian Dederko (sinh ngày 29 tháng 2 năm 1880 tại Puzele, Mołodeczno ở Vùng Vilnius, qua đời ngày 8 tháng 7 năm 1965 tại Warszawa) là nghệ sĩ nhiếp ảnh người Ba Lan, nhà phát minh ra kỹ thuật photonite. Ông là cha đẻ của diễn viên Witold Dederko.

## Sơ yếu lý lịch
Ông là con trai của Soter Dederka, một địa chủ tham gia cuộc khởi nghĩa Tháng Giêng năm 1863.
Ông tiếp xúc lần đầu với máy ảnh vào năm 13 tuổi. Trong điều kiện nông thôn, ông phải tự học kỹ thuật xử lý quang hóa. Sau khi tốt nghiệp trung học, ông bắt đầu theo học ngành kỹ thuật điện tại Đại học Công nghệ Warszawa. Năm 1905, ông bị sa thải vì các hoạt động bất hợp pháp và phải chuyển đến Siedlec. Ông tiếp tục theo đuổi và hoàn thành nghiên cứu về kỹ thuật điện tại Đại học Bách khoa Liège. Ông trở về Ba Lan và bắt đầu điều hành bất động sản gần Białystok. Cho tới lúc đó, Marian Dederko vẫn là một nhiếp ảnh gia nghiệp dư.
Cuộc gặp gỡ với Jan Bułhak đã thay đổi tương lai của Marian Dederka. Ông đến thăm Bułhak tại Vilnius và cho ông xem những bức ảnh chân dung của mình. Được sự khuyến khích của ông, Dederko học kỹ thuật cao su, cách sử dụng bột màu và kali đicromat. Sau khi phơi sáng, thuộc da và rửa sạch, một hình ảnh mới được tạo ra nhưng không giống như bức ảnh, mà là một bản in thạch bản. Ông thử nghiệm nhiều kỹ thuật tích cực khác nhau - ngoài cao su, ông còn thực hành các kỹ thuật sử dụng brom và piston.
Sau chiến tranh, năm 1947, Dederko trở thành đồng sáng lập Hiệp hội nhiếp ảnh gia nghệ thuật Ba Lan. Mặc dù tuổi cao, nhưng vào tối thứ Năm, ông hay tham gia các cuộc họp của hiệp hội tại phố Śniadeckich. Ông giảng dạy tại Trường Kỹ thuật Nhiếp ảnh Warszawa. Khi qua đời, thi hài Dederko được an táng tại Nghĩa trang Quân đội Powązki ở Warsaw (phần 2C-6-11) .

## Triển lãm cá nhân (tuyển chọn)
- Trong khoảng 1922–1939, bốn cuộc triển lãm cá nhân trong nước và “Triển lãm Nhiếp ảnh” ở Paris (1929)
- Trong khoảng 1945–1964 (cùng với con trai ông là Witold): 18 cuộc triển lãm cá nhân tại Ba Lan
- 1980: "Bốn thế hệ Dederków" - Stara Galeria ZPAF (bộ sưu tập Hiệp hội nhiếp ảnh gia nghệ thuật Ba Lan), Warszawa
- 1981: "Bốn thế hệ Dederków" - Trung tâm Văn hóa Thành phố, Siedlce

## Triển lãm tập thể (tuyển chọn)
- Trong khoảng 1922–1939, ông đã tham gia 30 cuộc triển lãm nhiếp ảnh ở Ba Lan
- 1983: Tham gia triển lãm "Pròsences Polonaise" - Trung tâm Georges Pompidou, Paris